# Max Gail
Maxwell Trowbridge Gail (Detroit, 5 april 1943) is een Amerikaans acteur. Hij werd in zowel 1979 als in 1980 genomineerd voor een Emmy Award voor zijn bijrol als rechercheur Stan 'Wojo' Wojciehowicz in de politie-komedieserie Barney Miller, waarin hij 170 afleveringen speelde. Gail maakte in 1971 zijn acteerdebuut als een niet bij naam genoemd personage in de detectiveserie Ironside. Zijn eerste filmrol volgde later dat jaar, als Rudy in het misdaad-drama The Organization.
Gail speelde in meer dan 35 films, meer dan 70 televisiefilms meegerekend. Hij is daarnaast te zien in meer dan 350 afleveringen van televisieseries. Daarin is hij behalve in wederkerende rollen, ook te zien in eenmalige verschijningen in onder meer The Streets of San Francisco, Trapper John, M.D., Murder, She Wrote, Doogie Howser, M.D., Quantum Leap, Home Improvement, Renegade, Dr. Quinn, Medicine Woman, Chicago Hope, Judging Amy, The Drew Carey Show, Entourage, [[Dexter (televisieserie)|Dexter, Cold Case, NCIS, Criminal Minds, [Legit]], Mad Men en Hawaii Five-0.

## Filmografie
*Exclusief 30+ televisiefilms
| - The Last Full Measure (2019) - DriverX (2017) - September 12th (2017) - Abundant Acreage Available (2017) - The Hero (2017) - Don't Tell Kim (2016) - Underdog Kids (2015) - I'll See You in My Dreams (2015) - The Frontier (2014) - Haunted (2014) - 42 (2013) - JumpRopeSprint (2011) - Beautysleep Symphony (2010) - Act Your Age (2009) - Always and Forever (2009, televisiefilm) - The Tillamook Treasure (2006) - Perceptions (2005) - Bloodlines (2004) - Mind Rage (2004) - Truth and Dare (2003) | - Facing the Enemy (2001) - Judgment Day (1999) - Naturally Native (1998) - Frame by Frame (1996) - Forest Warrior (1996) - Good Luck (1996) - Deadly Target (1994) - Pontiac Moon (1994) - Dangerous Touch (1994) - Street Crimes (1992) - Judgment in Berlin (1988) - Where Are the Children? (1986) - Heartbreakers (1984) - D.C. Cab (1983) - Cardiac Arrest (1980) - Like Mom, Like Me (1978, televisiefilm) - Night Moves (1975) - Dirty Harry (1971) - The Organization (1971) |

## Televisieseries
*Exclusief eenmalige gastrollen
- General Hospital - Mike Corbin (2018-...)
- Quest - David Storm (2019, negen afleveringen)
- Scorpion - Bruce (2016, twee afleveringen)
- Review - Forrest's Father (2015, tien afleveringen)
- Psych - Jerry Carp (2012-2013, twee afleveringen)
- Gary Unmarried - Jack (2008-2009, zeven afleveringen)
- Sons & Daughters - Wendal Halbert (2006-2007, tien afleveringen)
- Days of Our Lives - Merle (2007, vijf afleveringen)
- Walker, Texas Ranger - Dan Lundy (1995, twee afleveringen)
- Normal Life - Max Harlow (1990, dertien afleveringen)
- Matlock - Chet Webber (1988, twee afleveringen)
- Whiz Kids - Llewellen Farley, Jr. (1983-1984, zeventien afleveringen)
- Barney Miller - Stan 'Wojo' Wojciehowicz (1975-1982, 170 afleveringen)
- Pearl - Sergeant Walder (1978, drie afleveringen - miniserie)

## Privé
Gail trouwde in 1989 met Nan Harris, zijn tweede echtgenote. Samen kregen ze in 1990 zoon Max en in 1993 dochter Grace. Gail trouwde in 1983 al eens met Willie Beir. Met haar kreeg hij in 1984 dochter India. Beir overleed in 1986 aan de gevolgen van kanker. 
- Bibliothèque nationale de France: cb14179680n (data)
- Gemeinsame Normdatei: 1062296087
- International Standard Name Identifier: 0000 0000 0338 8136
- Library of Congress Control Number: n91800814
- Nationale Bibliotheek van Tsjechië: xx0168903
- Virtual International Authority File: 39586520
- WorldCat: E39PBJptWrXmMMCtcYHXXWM9Dq